# 山本寛幸
山本 寛幸（やまもと ひろゆき、1979年10月27日 - ）は、日本の元サッカー選手、サッカー指導者である。
2019年、富山新庄クラブの監督に就任。

## 指導歴
- ロッソSC
- エボルブジュニアユース
- 日本文理高校
- 2019年[4] 富山新庄クラブ 監督
- 2020年〜日本文理高校・エボルブジュニアユース